# 元孟 (鄯善)
元孟（?—?），崔鸿《十六国春秋》作元礼，东晋十六国时期西域鄯善国国王。
咸和元年（326年）前凉王张骏派大将杨宣西征龟兹，取得胜利。晋成帝咸康元年（335年），杨宣、张植统兵渡碛西征，元孟率先迎降。鄯善王元孟归附前凉，咸康二年（336年）遣使入贡于前凉，并将女儿献给张骏，张骏立鄯善公主为美人，专建遐宾馆，让她住在馆中。